# Torsten Frings
Torsten Frings (Würselen, 22. studenog 1976.) je bivši njemački nogometaš i nogometni trener koji je trenutno trener Meppena.

## Trenerska karijera
Krajem 2016. godine postavljen je za novog trenera Darmstadta. Nakon nešto manje od godine dana provedene na mjestu glavnog trenera Darmstadta dobiva otkaz početkom prosinca 2017. godine.

## Trofeji
Klub
- Werder Bremen
  - DFB-Pokal: 1999., 2009.
  - DFB-Ligapokal: 2006.
- FC Bayern München
  - Bundesliga : 2004./05.
  - DFB-Pokal: 2005.
  - DFB-Ligapokal: 2004.

Reprezentacija
- FIFA Konfederacijski kup Treće mjesto: 2005.
- Svjetsko prvenstvo u nogometu Drugo mjesto: 2002.
- Svjetsko prvenstvo u nogometu Treće mjesto: 2006.
- Europsko prvenstvo u nogometu Drugoplasirani: 2008.